# Mallersdorf-Pfaffenberg

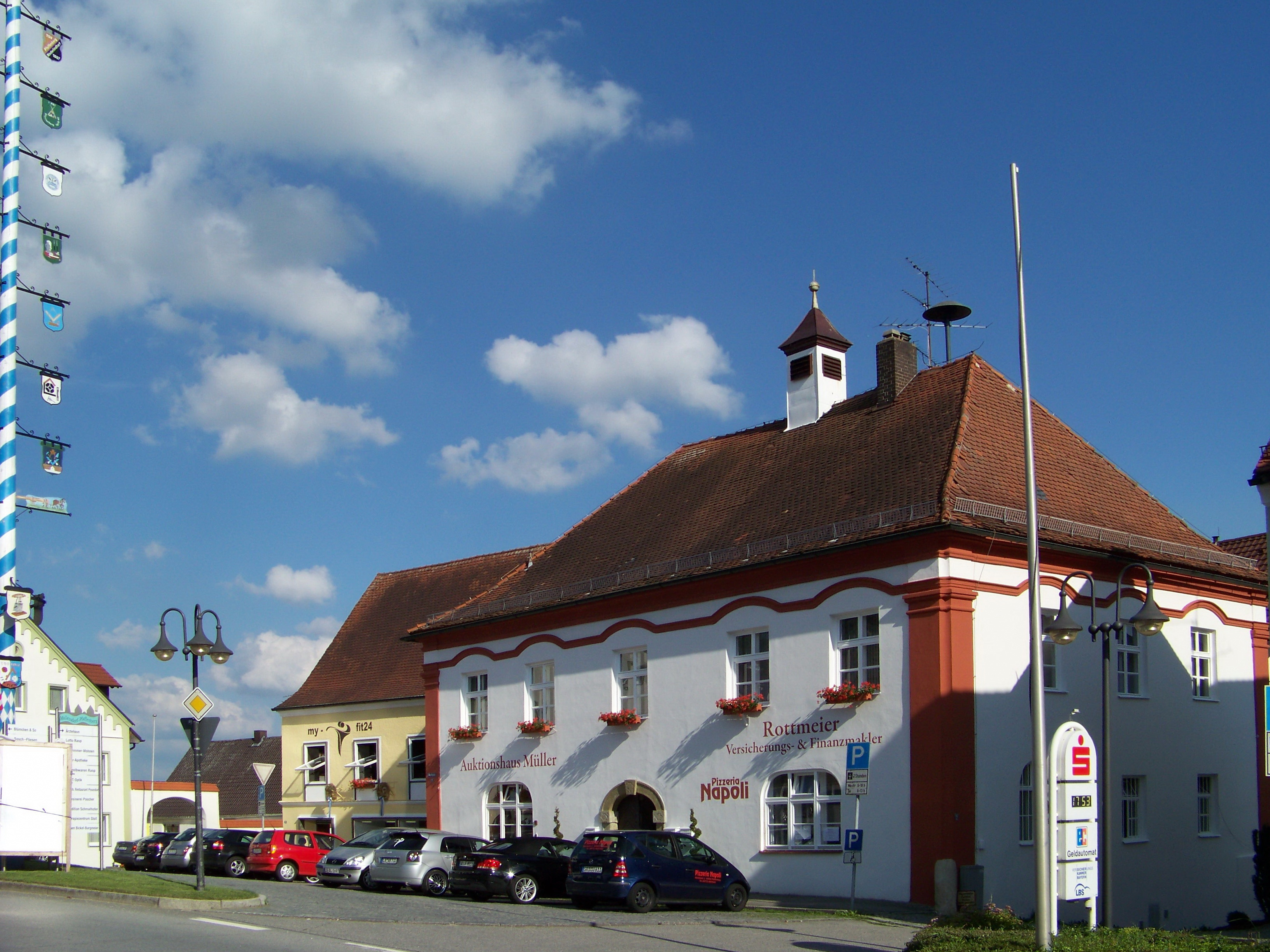
Mallersdorf-Pfaffenberg

Mallersdorf-Pfaffenberg este o comună-târg din districtul Straubing-Bogen, regiunea administrativă Bavaria Inferioară, landul Bavaria, Germania.